# 오스카 글러흐
오스카 글러흐(히브리어: אוסקר גלוך, Oscar Gloukh, 2004년 4월 1일 ~ )는 이스라엘의 축구 선수이며, 아약스에서 공격형 미드필더로 뛰고 있다.